# Histoire de la Tasmanie
Cet article décrit l'histoire de l'État australien de Tasmanie.
Les premiers habitants de la Tasmanie étaient les Aborigènes de Tasmanie, depuis environ 35 000 ans. Le premier Européen à apercevoir l'île fut le Néerlandais Abel Tasman en 1642. La première colonie fut établie par les Britanniques sur la Derwent River en 1803 et en 1901, la Tasmanie devint le seul État insulaire de la fédération australienne.

## Histoire

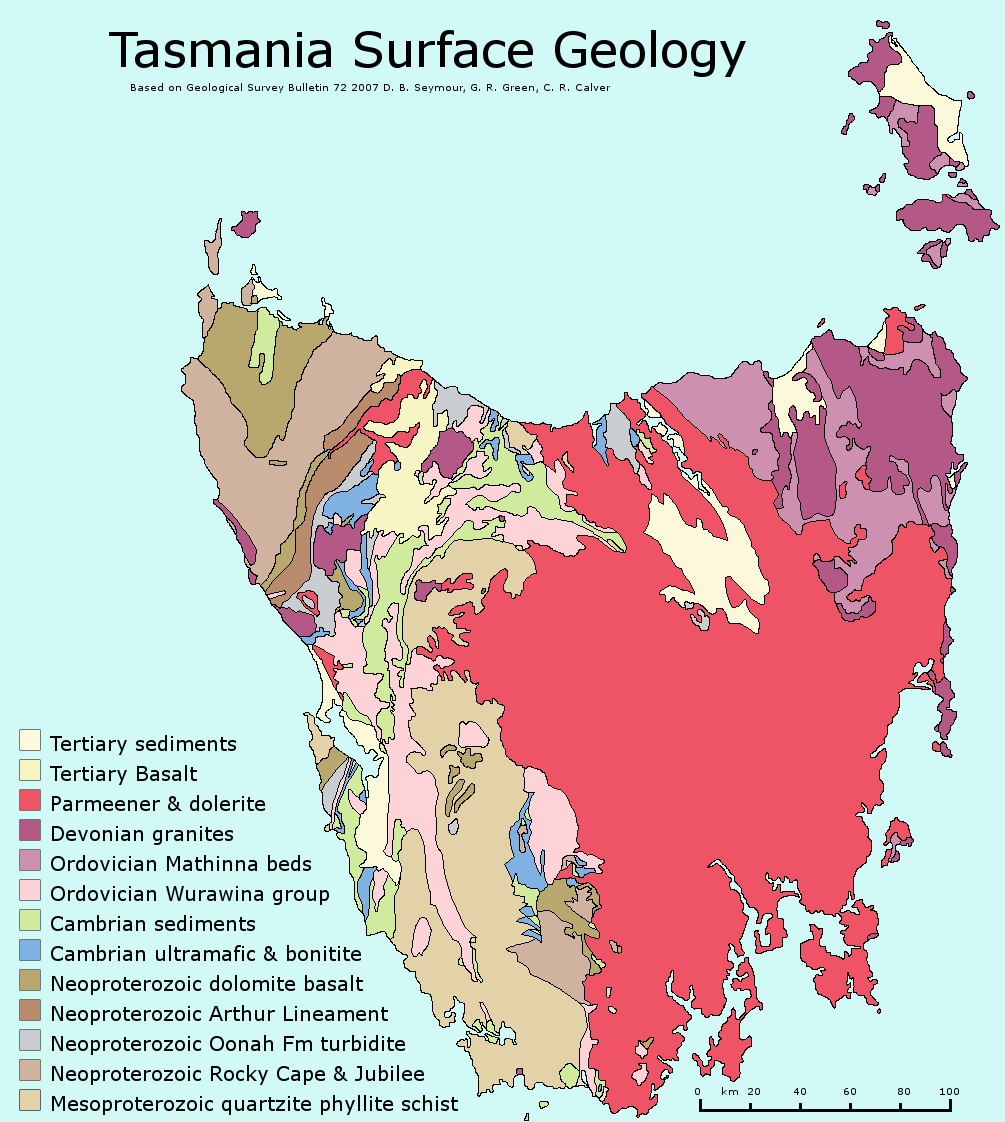
Carte géologique de la Tasmanie.

### Histoire physique
Lors de la dernière glaciation, l'île aurait été rattachée au continent. La remontée des eaux qui s'est produite voilà 10 000 ans, l'en aurait à nouveau séparée.
La majeure partie de l'île est composée de la remontée, au Jurassique, de dolérite à travers d'autres roches. La Tasmanie est la région contenant le plus de dolérite sur Terre, avec un certain nombre de montagnes et de falaises formées de ce type de roche. Le plateau central et le Sud-Est de l'île sont constitués de dolérite. Le mont Wellington au-dessus de Hobart en est ainsi un bon exemple. Au Sud-Ouest, le quartzite précambrien s'est formé à partir d'anciens dépôts de sédiments marins et forme des arêtes, tel que le pic de la Fédération ou le Frenchman's Cap. Au Nord-Est et à l'Est se trouve du granite continental, comme à Freycinet, granite similaire au granite côtier du continent australien. Au Nord-Ouest et à l'Ouest, on trouve des roches volcaniques au mont Read près de Rosebery, ou au mont Lyell près de Queenstown. Du calcaire est présent au Sud et au Nord-Ouest du pays.
Les régions de quartzite et de dolérite en haute montagne montrent des traces de glaciations, et la majeure partie des anciens sols glaciaires d'Australie se trouvent sur le plateau central et au Sud-Ouest de la Tasmanie. Le mont Cradle, un autre pic en dolérite, par exemple, était un nunatak. L'association de ces différents types de roches a créé des paysages d'une incroyable beauté, dont la plupart ne peuvent se retrouver dans aucune autre partie de notre monde.

### Peuplement des Aborigènes de Tasmanie

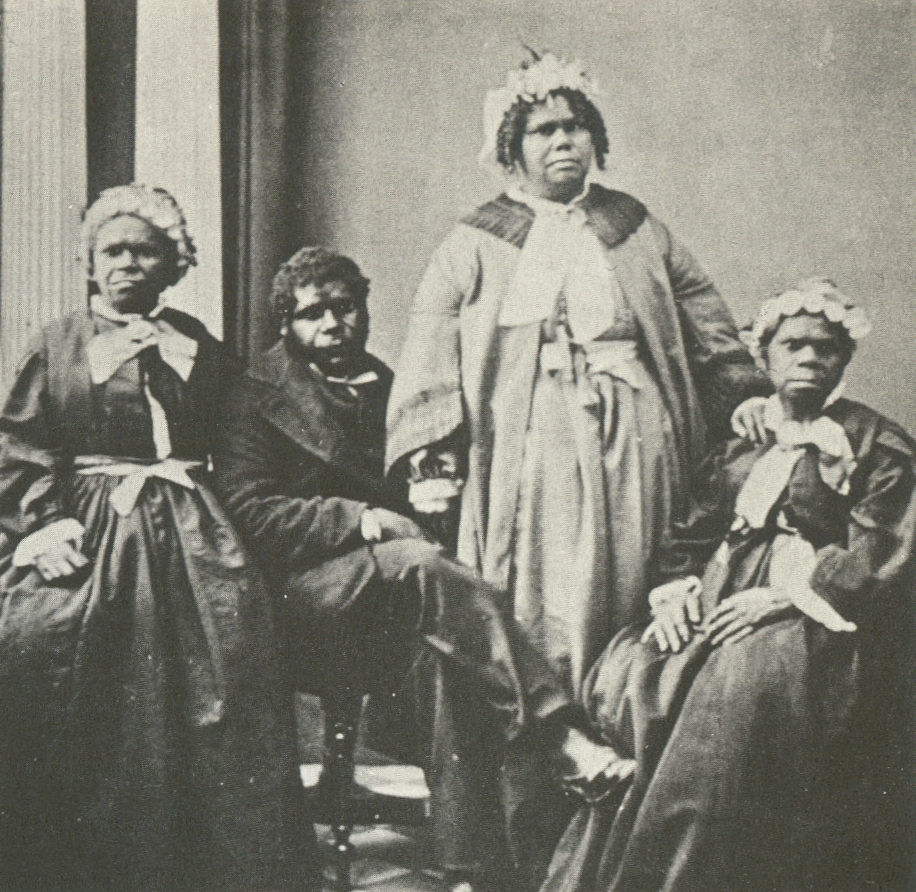
Une image des quatre derniers aborigènes tasmaniens de « lignée pure » vers les années 1860 ; Truganini, la dernière survivante de l'ethnie est située à l'extrême droite de l'image.

La première présence humaine sur le continent australienne remonte de 40 000 à 60 000 ans – suivant les différents chercheurs – avant notre ère. À cette époque, huit détroits séparaient Java et l'Australie. L'Australie – y compris la Tasmanie – et la Nouvelle-Guinée étaient fusionnées. Les premières personnes durent donc arriver en bateau au nord d'Australie, découvrant un horizon inconnu. Les colons se sont ensuite déplacés progressivement vers le sud et, par la suite, sont arrivés en Tasmanie pour devenir les habitants les plus au sud du globe. Il y a environ 13 000 ans, à la fin de la période glaciaire, la Nouvelle-Guinée et la Tasmanie se sont séparées du reste du continent et les Aborigènes de Tasmanie ont commencé une longue période d'isolement coupée de toute influence extérieure.
Les Aborigènes de Tasmanie étaient divisés en neuf groupes ethniques. Lors de la colonisation britannique en 1803, la population indigène était estimée à 5 000 et 10 000 personnes. Avec la Black War, les persécutions et l'introduction de maladies infectieuses contre lesquelles elle n'était pas immunisée, la population a chuté à 300 en 1833. George Augustus Robinson est envoyé pour essayer d'y ramener la paix aidé par Truganini, une femme aborigène avec qui il se lie d'amitié. Les Aborigènes sont envoyés sur l'île de Flinders où on leur promet logement, nourriture et sécurité en attendant que le calme revienne. Beaucoup meurent de maladies importées par les Européens et les survivants ne seront jamais autorisés à retourner dans leur pays. En 1873, Truganini, dernière survivante de ce groupe, est emmenée à Hobart. Truganini (1812-1876), est généralement considérée comme la dernière Aborigène de Tasmanie non-métissée.  Certains indices laissent supposer que la dernière survivante fut une autre femme, Fanny Cochrane Smith, qui était née à Wybalena et qui est morte en 1905. Il existe cependant encore des individus ayant plusieurs ancêtres aborigènes.

### Arrivée européenne

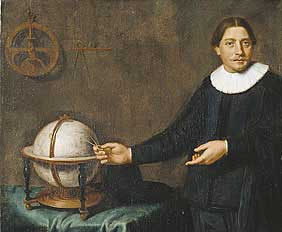
Abel Tasman

Le premier Européen à apercevoir l'île fut le Néerlandais Abel Tasman le 24 novembre 1642. En 1772, une expédition française dirigée par Nicolas Thomas Marion-Dufresne débarqua sur l’île. En 1798, avec George Bass, le navigateur Matthew Flinders fit le tour de la Tasmanie prouvant ainsi qu'il s'agissait bien d'une île. Le passage entre continent et Tasmanie fut appelé détroit de Bass alors que la plus grande des îles de l'archipel Furneaux fut appelée Flinders Island.
La première colonie fut établie par les Britanniques à Risdon Cove sur la rive Est de l'estuaire de la Derwent River en 1803, par un petit groupe venant Sydney, sous les ordres du Lt. John Bowen afin d'empêcher les Français de réclamer l'île. Une colonie alternative fut établie par le capitaine David Collins 5 km au Sud en 1804 à Sullivan's Cove sur le côté Ouest de la Derwent, où l'eau potable était plus abondante. Ce dernier établissement devint connu sous le nom de Hobart Town ou Hobarton, raccourci ensuite en Hobart, d'après le nom du secrétaire colonial britannique de l'époque, Lord Hobart. L'établissement de Risdon fut plus tard abandonné. En 1802, Nicolas Baudin fit une étude d'un mois sur la faune de la Derwent.
Les premiers colons étaient principalement des condamnés et leurs gardiens, dont la tâche étaient de développer l'agriculture et les autres industries. D'autres bagnes furent établis sur la Van Diemen's Land, dont celui de Port Arthur au Sud-Est et Macquarie Harbour sur la côte Ouest. Jusqu'en 1812, la Tasmanie, appelée à l'époque « Van Diemen's Land », était séparée en deux comtés, administrés séparément depuis Sydney. Cette année-là, pour la première fois, fut nommé un lieutenant-gouverneur pour l'ensemble de la colonie, le colonel Thomas Davey. En 1825, la colonie fut administrée par le lieutenant-gouverneur, George Arthur, assisté d'un conseil législatif de six membres, qui se réunirent officiellement pour la première fois le 12 avril 1826. En 1856, un Parlement bicaméral fut mis en place, et cette structure constitutionnelle resta la même jusqu'à nos jours. Seul le nombre des membres des chambres haute et basse évolua, à la suite de modifications du nombre de circonscriptions  et du système électoral.

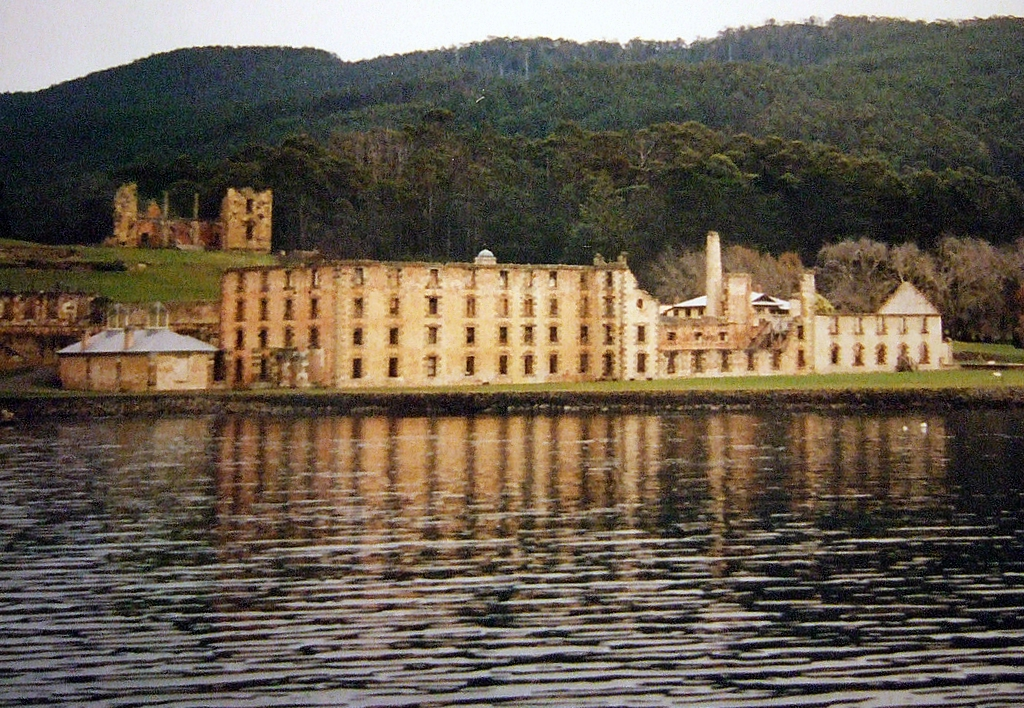
Le centre pénitentiaire de Port Arthur.

De 1803 à 1833, le nombre d'Aborigènes est passé de plus de 5 000 à moins de 300. Quarante-trois ans plus tard, c'est l'intégralité de la population indigène qui est anéantie, exterminée par les colons britanniques, l'alcool et la syphilis. Les plus violentes attaques de hors-la-loi, les bushrangers, ont lieu dans le Pays de van Diemen. Des centaines de bagnards sont en liberté dans le bush, des fermes sont abandonnées par les colons et la loi martiale proclamée en 1828. Un hors-la-loi aborigène Musquito (originaire de Sydney) défie les autorités coloniales et mène des attaques contre des colons avant d'être arrêté et pendu. Charles Darwin visite Hobart en 1836. Il note une succession récente des « vols, d'incendies et de meurtres par les noirs » s'était achevée par leur envoi en exil mais on pouvait trouver l'origine des violences dans la « conduite infâme » de quelques compatriotes anglais.
La ville de Port Arthur fut d'abord le siège d'une exploitation forestière en 1830 puis à partir de 1833 jusque dans les années 1850, ce fut le célèbre centre pénitentiaire qui s'y installa : on y envoyait les prisonniers les plus lourdement condamnés, ceux qui avaient été recondamnés après leur arrivée en Australie, les prisonniers difficiles des autres centres de détention. La prison fut fermée en 1877.
En 1853, les derniers bagnards arrivent sur la terre de Van Diemen. Et en 1856, la terre de Van Diemen change de nom et devient la Tasmanie pour faire oublier ses bagnards.
Les premières élections des députés du Parlement de Tasmanie furent organisées en septembre 1856, et en octobre 1856 pour celles des conseillers. Le premier Premier ministre fut William Champ, qui prêta serment le 1er novembre 1856, et la première session parlementaire s'ouvrit le 2 décembre 1856. Les électeurs étaient des hommes, nés sur place ou naturalisés, résidents dans la colonie depuis au moins un an. Les femmes acquirent le droit de vote en 1903. (Elles devinrent éligibles au Parlement en 1921, mais il fallut attendre 1948 pour qu'une femme, Margaret McIntyre, soit élue au Conseil législatif sur le siège de Cornwall).

### Histoire contemporaine
Depuis 1901, la Tasmanie est un État de la Fédération australienne, et la Constitution de l'Australie régule ses relations avec le gouvernement et le parlement fédéral.
Errol Flynn naît en 1909 à Hobart. Ayant tourné dans plus de soixante films, son nom est associé aux plus grandes stars de l'âge d'or d'Hollywood.
Le dernier thylacine sauvage à avoir été abattu le fut en 1930 par un agriculteur à Mawbanna, dans le Nord-Est de l’État. L’animal (supposé être un mâle) avait été vu tourner autour du poulailler de Batty depuis plusieurs semaines

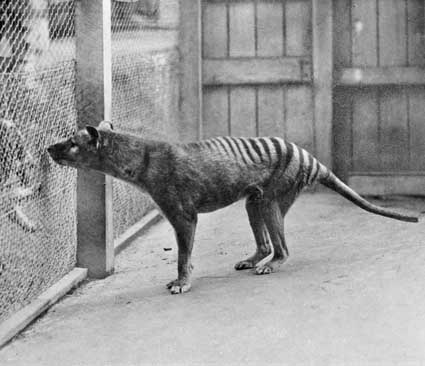
La dernière photographie connue d’un thylacine vivant a été prise au zoo d’Hobart en 1933.

La Tasmanie fut gravement touchée par les incendies lors desquels beaucoup de décès et de pertes matérielles furent à déplorer.
Dans les années 1970, le gouvernement de l'État annonça un projet de construction de barrage qui allait inonder la région entourant le lac Pedder.
La princesse Mary (née Mary Donaldson), princesse héritière de Danemark et épouse du prince Frederik de Danemark, est née à Hobart en 1972. En 2004, elle fut la première Australienne à recevoir un titre royal.
En 1975, le désastre du Tasman Bridge eut lieu lorsqu'un bateau (en fait un laker appelé MV Lake Illawarra) remontant la rivière Derwent heurta un pylône causant l'effondrement d'une partie du pont ce qui coupa la ville de Hobart en deux.
L'attention nationale et internationale fut portée, dans les années 1980, sur une campagne contre le projet de barrage du Franklin Dam qui contribua à la naissance du mouvement écologique. Le parti Verts australiens est issu de la campagne contre la construction de barrages hydroélectriques en Tasmanie pendant les années 1980. Le chef du parti est le sénateur Bob Brown (sénateur de Tasmanie depuis 1996).
Le 28 avril 1996 lors de l'incident connu sous le nom de massacre de Port Arthur, Martin Bryant, un homme armé et seul, tira et tua 35 personnes (des touristes et des résidents) et en blessa 21 autres. L'utilisation des armes à feu fut immédiatement revue et une nouvelle loi sur leur possession fut votée au niveau fédéral, dont celle de la Tasmanie qui est la plus stricte de tout le pays.
En avril 2006, l'effondrement d'une mine fut provoqué par un tremblement de terre de faible intensité près de Beaconsfield. Une personne fut tuée et deux autres sont restées enfermées sous terre durant quatorze jours.
En avril 2010, le parti travailliste australien en Tasmanie a conclu un accord de quasi-coalition avec les Verts australiens de Tasmanie. Des Verts ont obtenu des ministères dans un gouvernement pour la première fois dans l'histoire de l'Australie
En 2010, la Tasmanie compte 487 185 habitants et ses centres de population sont Hobart (la capitale, 203 600 habitants) et Launceston (98 500 habitants).